# Канталупо нел Санио
Канталупо нел Санио (итал. Cantalupo nel Sannio) је насеље у Италији у округу Изернија, региону Молизе.
Према процени из 2011. у насељу је живело 208 становника. Насеље се налази на надморској висини од 586 м.

## Становништво
| 1936. | 1951. | 1961. | 1971. | 1981. | 1991. | 2001. | 2011. |
| ----- | ----- | ----- | ----- | ----- | ----- | ----- | ----- |
| 2.632 | 2.362 | 1.553 | 1.050 | 840   | 761   | 736   | 729   |